# المستوعر البارقي
المستوعر بن ربيعة بن الحارث البارقي ( نحو 105 ق هـ - 45 ق هـ / نحو 520 - 578م ) : من ملوك العرب في الجاهلية، ومن أعلام فرسان العرب قبل الإسلام، وهو من قبيلة بارق الأزدية. وكان معاصرًا للملك معديكرب بن سميفع (ذي يزن) ملك شرق اليمن، وكان مستوعر مستقلاً بملك شمال اليمن مما يلي مكة يميناً، بينما وسط وغرب اليمن كان تحت نفوذ أبرهة الحبشي. وكان على ملكه فارسًا شديدًا، ضخم الهامة، طويلاً جسيما، قال عبد الملك بن قريب: «وكان المستوعر فارس مجيد، وبطل عنيد، وكان مع هذه الأوصاف، كبير الأعطاف والأكتاف، عظيم الخلقه والجسد كأنه البرج المشيد».
اجتمعت له رئاسة القحطانيون في زمانه، ولم تقتصر سيادته على اليمانيون بل شملت بعض المعديون، وكان عظيم النخوة شجاعاً مهيباً معظماً، وفيه الأصمعي يقول:«لم يكن في فرسان الجاهلية وأصحاب النخوة والحمية ممن مضى وبقي أعظم خِلقة ولا أهول من المستوعر ابن ربيعة البارقي، ولم يكن أهول من صورته ولا أعظم من جثته، وما كان في خيل الجاهلية فرس تحمله، وماكان يحمله إلا النجب البجاوية والجمال الفحول العتية الثابتة الأركان القوية».
قاد قومه في غارات كثيرة وكان يفرض الإتاوة على من غزا، واتسع ملكه، وكانت الملوك تهابه، وتحمل إليه الإتاوة في كل عام، تأتيه بها في حباشة، وفي ذلك قال أبو عبيدة معمر بن المثنى: «لم يكن في الجاهلية أعظم خلقة منه، ولم يكن في عرب العُرباء والسادات والأقران أفرس منه في الميدان.. وكان قد أذل العرب وأخذ الجزية من ذوي الرتب، والأبطال تفزع منه وتتقى شره، والأبطال تحذر منه فتهادية».
وفي زمنه استفحل أمر عنترة بن شداد، فشكى له سادات العرب ظلم عنترة وتجبره، فندب من في ملكه، وفي خبر طويل خرج المستوعر بجيش ضخم إلى مكة وأنزل معلقة عنترة عن الكعبة، فلما بلغ عنترة ذلك، بذل جهده وأمر جيشه بالركوب، فقدم مكة. التقى عنترة بالمستوعر، واستمر العراك بينهما ساعاتٍ طويلة، فاختلفا ضربتين، فضربه عنترة فقتله. وفي خبر طويل انتهت موقعة مكة صلحًا، بدون انتصار الفريقين، ولكن بالتأكيد مقتل المستوعر كان بمثابة انتصار لعبس وحلفاؤها.

## حياته وسيرته

### نسبه

نقشٌ تاريخي علي صخرة في بارق، ويظهر على النقش رسوم آدمية ومشاهد لمعارك قتالية.

المستوعر بن ربيعة بن الحارث بن مالك بن أَنمار البارقي، يمتد نسبه إلى بارق بن حارثة بن عمرو مزيقياء بن عامر بن حارثة بن امريء القيس بن ثعلبة بن مازن بن الأزد بن الغوث بن نبت بن مالك بن زيد بن كهلان بن سبأ. وفي الموروث الشعبي ببارق يروى أن اسمه: "الملك اليذمري"، ينسبون إليه كل شيء عجيب. ولعله الذي قال فيه سراقة بن مرداس: «واليذمري على تقادم عهده، ممن قضيت له قضاء الفيصل».
وهناك شاعر يشترك معاه في الاسم واسم الأب، وهو المستوعر بن ربيعة بن كعب بن سعد، ويلقب المستوعر الأكبر؛ لأنه متقدم زمنًا وسنًا على المستوعر البارقي، وسمي بالأكبر تمييزا له عن الملك المستوعر البارقي.

### شعره
لم يصلنا من شعره الا القليل، إمّا لفقدانه، وإمّا لنقص السمّاع والرواة في قبائل الأزد واليمن عامة. ومن شعره الذي توصلنا إليه وهو في توعده لبني عبس، الآتي:

### هوامش
1. ↑  هناك خلاف في اسم المستوعر الأكبر، فقال ابن إسحاق: المستوعر هو سالم بن من منقر بن سعد، وزعم ابن الكلبي أنه: عمر بن ربيعة بن كعب بن سعد. ولقد خلط بعض المؤرخين بينه وبين المستوعر بن ربيعة البارقي. والمستوعر الأكبر (نحو 110 ق هـ - 10 هـ): أحد شعراء العرب وفرسانها في الجاهلية، وعدّه ابن حجر من الصحابة، وروى ابن الكلبي أن المستوعر هدم صنم بنو أبيه ربيعة بن كعب بن سعد بن زيد مناة في الإسلام. وهو من معمِّري الجاهلية، عاش أكثر من مئة سنة وفي شعره يقول: «وَلَقَد سَئِمتُ مِنَ الحَياةِ وَطولِها، وَعَمَرتُ مِن عَدَدِ السِنينَ مِئينا، مِئَةٌ أَتَت مِن بَعدِها مِئَتانِ لي، وَاِزدَدتُ مِن عَدَدِ الشُهورِ سِنينا».  ومن شعره يُستدل أنه عاش مئة عاما كاملة، وفي مئته الثانية عاش شهورًا وسنين، وبذلك يكون قد عاش نحو  مئة وعشرين سنة. وقد بالغ بعض الرواة بأنه عاش ثلاثمائة سنة.